# Basilica di San Rufillo

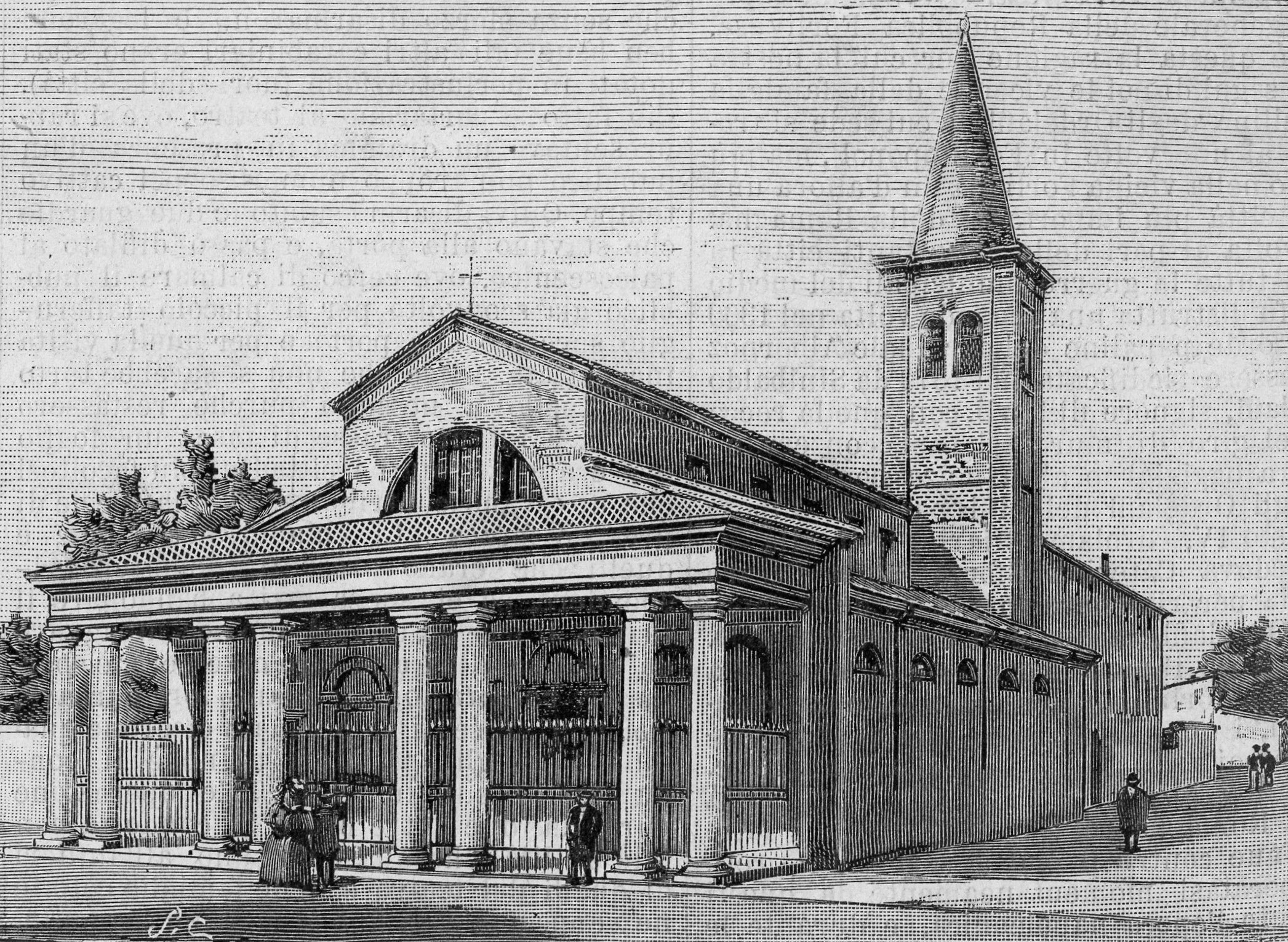
La basilica di San Rufillo in una xilografia di fine Ottocento.

La basilica di San Rufillo è un edificio di culto cattolico situato in via Pellegrino Artusi a Forlimpopoli, in provincia di Forlì-Cesena. Situata nella parte nord-occidentale del centro storico della cittadina romagnola, la chiesa è sede della parrocchia omonima del vicariato di Forlimpopoli-Bertinoro della diocesi di Forlì-Bertinoro. Nel settembre del 1999 papa Giovanni Paolo II la elevò alla dignità di basilica minore.

## Storia
La basilica, come attestato da una serie di scavi archeologici, venne edificata tra il VI ed l'VII secolo d.C.. Tra il 1460 circa ed il 1476 fu intrapreso un primo rifacimento che comportò un allungamento della struttura verso est e l'erezione di una nuova abside. 
Tra il 1819 ed il 1821 la basilica venne completamente restaurata e ampliata, assumendo così le forme neoclassiche odierne, dall'intervento dell'architetto forlivese Luigi Mirri. La consacrazione avvenne il giorno 6 giugno 1852. Nel corso degli anni sessanta venne restaurato il presbiterio e costruito l'altare maggiore, infine, nel 1964, vennero tumulati all'interno dell'edificio i resti di San Rufillo, provenienti da Forlì, con una ricognizione delle ossa presieduta da Monsignor Giuseppe Bonacini, Vescovo di Bertinoro (la cui Diocesi comprendeva Forlimpopoli).

## Descrizione
La basilica di San Rufillo è situata nella parte nord-occidentale del centro storico di Forlimpopoli, in un'area marginale circoscritta dalle antiche mura della cittadina romagnola. La facciata è caratterizzata da un pronao ottastilo, realizzato durante gli interventi del 1819-1821, al di sotto del quale sono presenti i due sepolcreti in pietra d'Istria di Brunoro I Zampeschi e Brunoro II Zampeschi, signori di Forlimpopoli.
Oltre alle due pale, una dipinta da Luca Longhi nel 1528 raffigurante la Madonna col Bambino, l'altra (anch'essa cinquecentesca) del pittore di scuola forlivese Francesco Menzocchi, rappresentante la Deposizione dalla Croce.
Sono presenti anche opere del forlivese Giuseppe Marchetti e dell'artista forlimpopolese Paolo Bacchetti.